# Mount Verhage
Mount Verhage är ett berg i Antarktis. Det ligger i Östantarktis. Nya Zeeland gör anspråk på området. Toppen på Mount Verhage är 2 450 meter över havet.
Terrängen runt Mount Verhage är huvudsakligen lite bergig. Mount Verhage är den högsta punkten i trakten. Trakten är obefolkad. Det finns inga samhällen i närheten.